# Pokémon sposobnost
Pokémon sposobnost (engleski: Ability; japanski: 特性, Hepburn: tokusei) jest posebno svojstvo svake pojedine vrste Pokémona u Pokémon videoigrama. Početak korištenja Pokémon sposobnosti, kao i upoznavanje s njima, započelo je puštanjem igara Pokémon Ruby i Sapphire u prodaju, koje su bile namijenjene igranju na Game Boy Advance konzoli. Svaki Pokémon ima svoju sposobnost, a neke vrste Pokémona mogu imati jednu od moguće dvije Pokémon sposbnosti.

## Korištenje Pokémon sposobnosti
Većina Pokémona koristi svoje Pokémon sposobnosti tijekom samih borbi. Pojedine sposobnosti ojačat će statistike Pokémona koji ih koristi, ili pak sniziti protivnikove. Druge će izazvati Trovanje ili Paralizu kod protivnika. Primjerice, Electrike ima sposobnost Statičnosti (Static) koja izaziva Paralizu kod protivnika koji ga dodirne, tj. na njega izvrši bilo koji fizički napad. Bulbasaur pak ima sposobnost Bujanja (Overgrow) koja povećava snagu njegovih Travnatih napada kada oslabi. Neki Pokémoni, poput Lotada, mogu koristiti svoju sposobnost Vodenog ispiranja (Rain Dish) koja mu povraća HP tijekom kiše. 
Određeni Pokémoni, poput početničkih Pokémona, mogu imati samo jednu Pokémon sposobnost, a svaka je povezana za pojedini tip Pokémona. Na primjer, svi Vatreni početnički Pokémoni (Charmander, Cyndaquil, Torchic, Chimchar) imaju sposobnost Bljeska (Blaze), svi Vodeni početnički Pokémoni (Squirtle, Totodile, Mudkip, Piplup) imaju sposobnost Bujice (Torrent), dok svi Travnati početnički Pokémoni (Bulbasaur, Chikorita, Treecko, Turtwig) imaju sposobnost Bujanja (Overgrow). Ove se sposobnosti prenose i na njihove evolucije, i nikada ih ne može zamijeniti neka druga sposobnost.
Neke Pokémon sposobnosti čine određene Pokémone nepobjedivima protiv nekih napada. Lunatoneova sposobnost Levitacije (Levitate) čini Zemljane napade protiv njega potpuno neučinkovitim, a Shedinjin Čudesni čuvar (Wonder Guard) čini je imunim na sve napade, osim na one koji su super učinkoviti protiv nje. Steelixova Kamena glava (Rock Head) sprečava povratnu štetu određenih napada poput Rušenja (Take Down) ili Dvostruke oštrice (Double Edge). Pokémoni sa sposobnošću Gromobrana (Lightninrod), poput Marowaka ili Rhydona, čuvaju svoje partnere od Električnih napada u dvostrukim borbama, privlačeći elektricitet.
Nisu sve Pokémon sposobnosti korisne. Slakingova sposobnost Ljenčarenja (Truant) dopušta mu da napada samo svaki drugi krug iz razloga što Slaking ima prilično visoke statistike te ih se na ovaj način obuzdava.
Neke Pokémon sposobnosti postaju aktivne izvan Pokémon borbi. Pokémoni sa sposobnošću Kupljenja (Pickup), poput Meowtha, poslije borbi mogu pronaći vrijedne i rijetke predmete, poput Grumena zlata (Nugget), koje igrač kasnije može prodati i dobiti prilično veliku svotu novca. Isto tako, od puštanja igre Pokémon Emerald u prodaju, veći broj sposobnosti koje su se koristile samo u borbama sada se mogu upotrebljavati i izvan njih. Svaki Pokémon sa sposobnošću Gromobrana djeluje kao antena mobitela te će na taj način igrač dobivati mnogo više poziva od trenera koji žele revanš borbe. Pokémon sa sposobnošću Zastrašivanja (Intimidate), poput Arboka, smanjit će broj slabijih Pokémon u divljini na koje igrač naiđe. Još jedna korisna sposobnost jest ona Vatrenog tijela (Flame Body). Pokémoni s ovom sposobnošću koji se nalaze u timu igrača računaju se kao svojevrsni inkubatori, a jaja koja se u tom trenutku nalaze u timu brže će se izleći. Isto vrijedi i za sposobnost Magma oklop (Magma Armor).
Postoje i sposobnosti koje poništavaju učinak drugih sposobnosti. Razbijač Kalupa (Mold Breaker) omogućava Pokemonu koji napada da ignorira sve sposobnosti protivnika koje bi mogle nepovoljno utjecati na uspješnost napada. Neutralizirajući Plin (Neutralizing Gas) privremeno deaktivira sposobnosti svih drugih Pokemona, dok je Pokemon s ovom sposobnošću u igri.